# Abborrtjärnen (Trankils socken, Värmland, 658761-128005)
Abborrtjärnen är en sjö i Årjängs kommun i Värmland och ingår i Göta älvs huvudavrinningsområde. Sjön har en area på 0,0934 kvadratkilometer och ligger 112,4 meter över havet.

## Delavrinningsområde
Abborrtjärnen ingår i det delavrinningsområde (658764-127942) som SMHI kallar för Rinner till Utloppet av Stora Le/Foxen. Medelhöjden är 118 meter över havet och ytan är 8,09 kvadratkilometer. Det finns inga avrinningsområden uppströms utan avrinningsområdet är högsta punkten. Upperudsälven som avvattnar avrinningsområdet har biflödesordning 2, vilket innebär att vattnet flödar genom totalt 2 vattendrag innan det når havet efter 238 kilometer. Avrinningsområdet består mestadels av skog (62 procent). Avrinningsområdet har 141,99 kvadratkilometer vattenytor vilket ger det en sjöprocent på 27,5 procent.